# ドナルド・ベック
ドナルド・ベック（英語: Donald Beck、1953年6月2日 - ）は、アメリカ合衆国のバスケットボール指導者である。

## 人物
サンタバーバラシティコミュニティカレッジアシスタントコーチとして指導者キャリアを始め、NCAAの各大学でACを務めた後、フレズノ州立大学では最後のシーズンにヘッドコーチが解任されたため、共同HCとして指揮。
1992年からはヨーロッパに渡り、ベルギー、ドイツ、オランダのクラブチームで指揮を執る。
2010年よりトヨタ自動車アルバルクHC就任。2011-12シーズンには優勝に導き最優秀コーチ受賞。
2015年よりトヨタの女子チームであるアンテロープスHC就任。
2018年より富山グラウジーズHC就任。
2020年、名古屋ダイヤモンドドルフィンズアドバイザー就任。
2021年5月、熊本ヴォルターズのHC兼GMに就任した。
2022年8月、HC兼GMを退任し、指導者育成コーチとして引き続き熊本に所属する。
2023-2024シーズンはグラディエーターズ・トリアのヘッドコーチとしてチームを指揮し、2023-2024シーズンのプロA(ドイツ2部リーグ)のレギュラーシーズンを1位で終えたが、プレーオフ準決勝で敗れ、1部リーグ(BBL)昇格を逃した。シーズン終了後、ベックはヘッドコーチを退任し、バスケットボール運営部長に就任した。